# ドーシチ
ドーシチ (ロシア語: Дождь, ラテン Dozhd;  ロゴでは”ДО///ДЬ”のように書かれる。) は、2010年に設立されたロシアの独立系テレビ局。2023年現在はオランダを拠点とする。ニュース、討論、文化、政治、ビジネス報道及びドキュメンタリーを中心に扱い、多くの番組は生放送される。ドーシチの所有者は、ジャーナリストであるナタリヤ・シンジェーエワである。局名のドーシチは、ロシア語で「雨」を意味する。局のスローガンは「楽観的チャンネル」。
2022年3月、ロシア当局は、2022年ウクライナ侵攻をめぐるドーシチの報道内容を理由に、同テレビ局へのアクセスを禁じた。ドーシチは同年7月にラトビアへ移転したが、同年12月には複数の違反を理由に放送免許を剥奪された。ドーシチはYouTube経由で放送を続け、2023年1月にはオランダで放送免許を取得した。

## 来歴

### テレビ局の創設

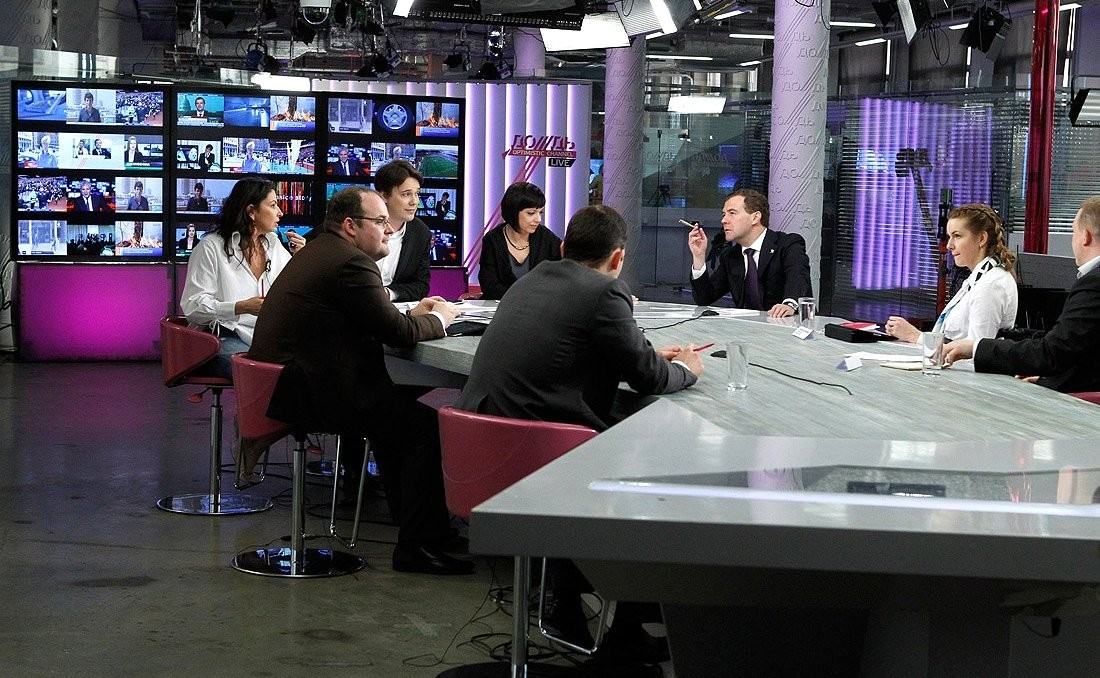
ドミトリー・メドベージェフ大統領及び局創設者のナタリヤ・シンジェーエワが出演する、ドーシチのニュースルーム（2011年4月25日）。出演時に同大統領は「視聴者はもっとこの番組を見ないといけない」と発言したとされる。

テレビ局のドーシチは、メディア企業家で所有者であるナタリヤ・シンジェーエワと、テレビ及びドキュメンタリー映画監督のヴェーラ・クリチェフスカヤによって2010年に創設された。同局は、ニュース、討論、文化、政治、ビジネス報道及びドキュメンタリーを中心に扱う。 多くの番組は「我々にとって重要な人々と、重要なことについて話す」とのモットーのもと、生放送される。
局名の「ドーシチ」は、ロシア語で「雨」を意味する。シンジェーエワによれば、雨が汚れを洗い流し、虹をもたらすように、ドーシチが社会における不正や不誠実を洗い流し、楽観的な希望をもって前進し続けることが社会の変革につながるとの意味合いを局名に込めている。
ドーシチは、2011年ロシア下院選挙における選挙不正への抗議運動について、最初に扱ったロシアのテレビ局のうちの一つであった。 リア・ノーボスチ通信によれば、ドーシチはドミトリー・メドベージェフ大統領がTwitterで最初にフォローしたメディアであったが、同大統領は、選挙報道後にドーシチのフォローを解除した。2011年12月9日にドーシチは、ロシアのメディア法を順守しているか確認するため、抗議活動についての報道のコピーを提出するよう求められた。 翌日にドーシチは、抗議活動のシンボルとなっていたホワイトリボンを画面のロゴに表示した。シンジェーエワによれば、これは「プロパガンダ」よりも「誠実性」との証であり、ただのジャーナリストの代わりに「仲介役」となることを意図したものだという。

### レニングラード包囲についての論争

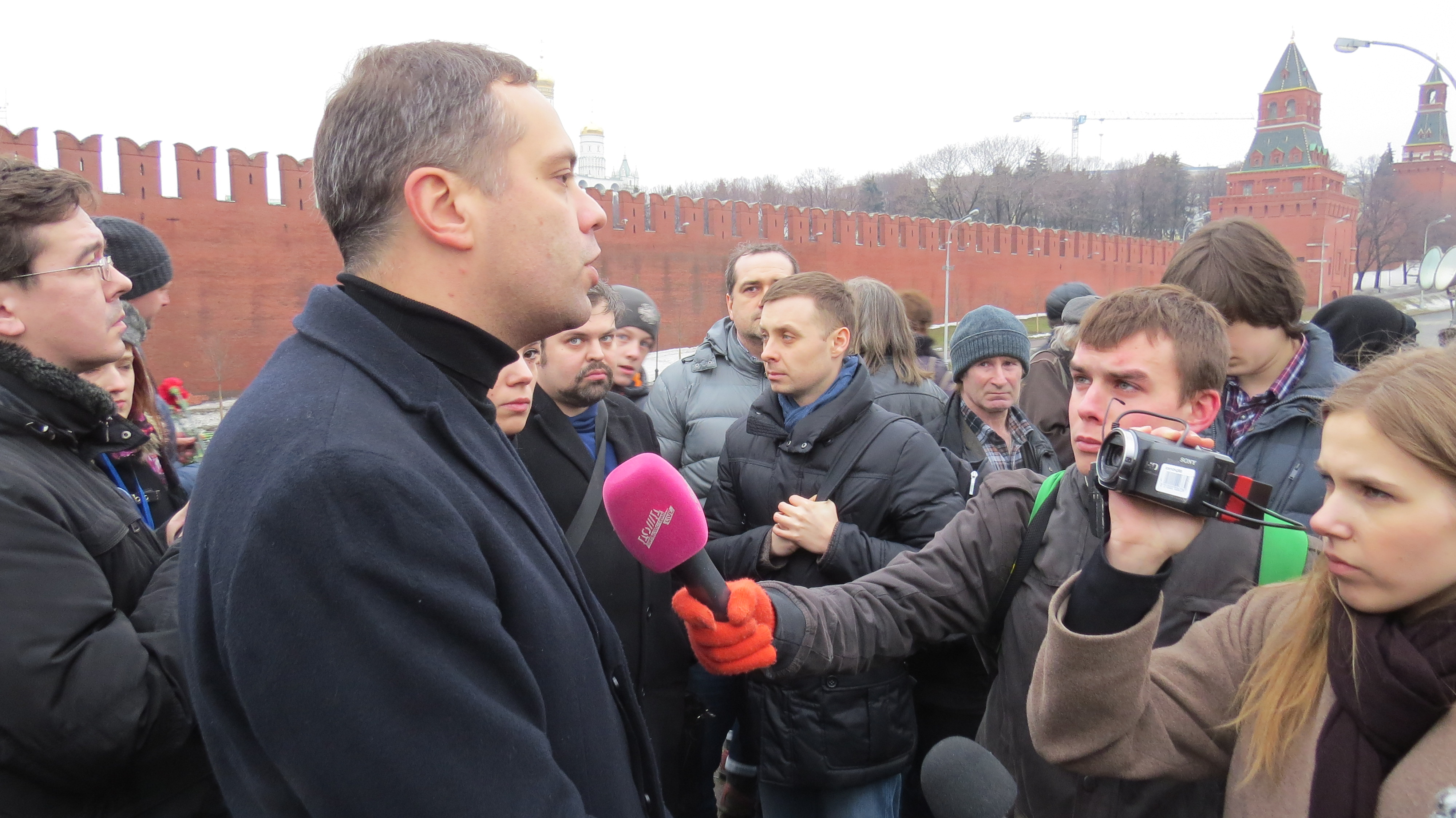
ボリス・ネムツォフの暗殺された場所でドーシチの取材に応じるウラジーミル・ミーロフ（2015年2月28日）

2014年1月26日、ドーシチは自局の討論番組において、レニングラード包囲の際に、侵攻してきたドイツ軍に対して、レニングラードは降伏すべきだったかどうかを問う視聴者投票を実施した。プレゼンターは作家のヴィクトル・アスタフィエフを引用し、1812年モスクワ戦役と比較した。30分後、ドーシチは投票を取止め、誤った表現であったと謝罪した。翌日、ドーシチは上述の視聴者投票についてワレンチナ・マトヴィエンコ下院議員に批判された。ドミトリー・ペスコフ大統領府報道官もドーシチを批判し、「法以上のもの」に反していると発言した。ロシア・ケーブルテレビ協会のユーリ・プリパチキン会長も「検閲の措置をとる」必要があると主張した。ユーリ・チャイカ検事総長は、サンクトペテルブルク市議会の決議に基づき、「ドーシチのウェブサイトに掲載された挑発的情報に対する捜査を行い、局閉鎖も含めた適切な措置を取る」ことが求められた。同年1月29日、ロシアのテレビプロバイダ最大手はドーシチの番組を放送しなくなり、2014年10月にはドーシチは私営住居への引越しを余儀なくされた。レニングラード包囲についての論争の2か月前である2013年11月、ドーシチは反汚職活動家のアレクセイ・ナワリヌイがヴャチェスラフ・ヴォロジンを含む高官についての調査リポートを放送しており、シンジェーエワはこのことが反ドーシチの動きにつながったと指摘する 。

### 「外国のエージェント」指定と活動差止め
2021年8月20日、ロシア司法省は、ドーシチを「外国のエージェント」のリストに追加した。この措置は、ドーシチが「外国のエージェント」と宣言された他のメディア（メドゥーサなど）による報道を拡散したことによるもので、ロシア連邦通信・情報技術・マスコミ分野監督庁（ロスコムナドゾル）の求めに応じたものである。「外国のエージェント」に指定された場合、自身の資金源を開示し、SNSの投稿を含む出版物に「外国のエージェント」と表記しなければならず、違反した場合は罰金が科される。この措置を受けて、アムネスティ・インターナショナルは、当局が「ジャーナリズムと調査報道を根絶することを目的とした、反独立系メディア活動を開始した」と批判した。
2021年、ドーシチの創設者の一人であるヴェーラ・クリチェフスカヤはドキュメンタリー映画「F@ck This Job」を製作した。同映画は、ドーシチとそのCEOであるシンジェーエワを扱ったもので、2022年にBBCで「Tango with Putin」の題で放送された。同年3月にはモスクワでの上映会及びロシアでの配給が、映画館の爆破予告やウクライナ侵攻後の新たな検閲基準により、中止となった。
2022年2月24日、ロシアはウクライナへの全面侵攻を開始した。同年3月1日、検事総長はロスコムナドゾルに対して、ウクライナ侵攻でのロシア軍についての報道について「ロシア軍人の行動について明白な偽情報」「過激派活動の呼びかけ」「暴力」を理由に、ドーシチ及びモスクワのこだまに対して、アクセス規制を行うよう命じた。翌2日にドーシチのチホン・ジャトコ編集長及び一部スタッフは、「我々数人の身に危険が及んでいる」ことを理由に、ロシアから出国した。3月3日、戦争検閲法の成立がなされることを理由に、ドーシチは一時的な業務の終了を宣言した。放送の最期にシンジェーエワを含む局員は「戦争反対」と声を上げ、「白鳥の湖」を放送した。「白鳥の湖」は、1991年ソ連8月クーデターの際にテレビ局が報道を取止めて、バレエを放送したことに由来する。

### 出国
2022年6月6日、ラトビア当局は、ドーシチに放送免許を付与した。ジャトコ編集長はTwitterで、放送はラトビアの首都リガのみならず、オランダ、フランス及びジョージアでも行う予定と発表した。
2022年12月1日、キャスターのアレクセイ・コロステレフは、不正を追及するため同年の動員について視聴者に情報提供を呼びかけて「例えば、前線での装備や基本的アメニティのように、多くの軍人の助けになることを望みます」と発言した。これはウクライナの活動家に批判されたほか、ラトビアのアルチス・パブリクス国防相に、ドーシチはロシアに帰るべきだと非難された。翌12月2日にジャトコ編集長は、ドーシチは「ロシア軍の装備について関与したことはないし、今後も関与しない」と述べて謝罪し、コロステレフを解雇したと発表した。これに伴い3人のスタッフが退職した。同日、ドーシチは、クリミアをロシア領と表記した地図を放映したこと、ロシア軍を「わが軍」と呼んだことを受けて、ラトビア当局より1万ユーロの罰金を科された。
2022年12月6日、ラトビア当局は「国家の安全と公共の秩序への脅威」であるとして、ドーシチの放送免許を取り消した。ラトビア国家保安庁は、コロステレフの入国禁止を促し、ジャトコ編集長には「犯罪行為を行った場合の刑事責任」を追及した。
ジャトコ編集長は、ラトビア当局の決定に関して「茶番」「不条理」「常識を欠く」と批判し、ドーシチがウクライナでの戦争に反対の立場をとることを確認した。CEOのシンジェーエワは、「ミスによる」コロステレフの「不本意な」解雇を謝罪し、コロステレフ解雇に伴って退職した社員を呼び戻した。
国境なき記者団は、ラトビア当局にドーシチの放送免許を取り消さないよう要請した。ラトビア・ジャーナリスト協会も、ドーシチが「深刻な違反を犯した」ことは認めたが、免許取り消しは処分が重すぎると主張した。ラトビアに拠点を置くロシア語メディアのメドゥーサも、免許取消しは「不公正で間違っており、当局の指摘する違反に対して不釣り合い」であり、「ロシア当局への信じがたい贈り物」であると批判した。ロシアのドミトリー・ペスコフ大統領府報道官は「一部の人々は故郷よりももっと良い場所がある、故郷よりもっと自由な場所がある、といつも思っているが、それは誤った幻想だと示す明白な例の一つだ」と述べた。2022年12月、ラトビアのTV3グループは、ドーシチの放送免許喪失に伴い、同テレビ局をリガのスタジオから退去させる決定を行った。一方、ラトビアの市民権・移民局は、ドーシチ局員から就労ビザを剥奪しない決定を行った。
2023年1月5日、ドーシチは当局から科せられた罰金1万ユーロを支払ったが、放送でのラトビア語枠を設けなかったことに対する4000ユーロの罰金に関しては異議申立てを行った。同月9日、ジャトコ編集長は、オランダでテレビ放送免許を取得したことを明らかにした。翌10日、ドーシチは編集センターをアムステルダムに移転すること、局員の就労許可を得ること、ラトビア当局に対して放送免許取消しの異議申立てを行っていることを公表した。アムステルダムに移転した理由として、ロシアの英字紙モスクワ・タイムズの創始者であるオランダ人実業家ダーク・サウアーが支援したことが挙げられる。

## 資金
当初、ドーシチは隙間戦略をとるテレビ局として企画された。局立ち上げのため、創設者のシンジェーエワは、別荘を売却して開設費用に充てた。 その後、シンジェーエワの夫で銀行家のアレクサンドル・ヴィノクロフが局の共同出資者となった。Forbesによれば、2013年時点でヴィノクロフは2億ドルの資産のうち、少なくとも15％をドーシチに投じている。ヴィノクロフ曰く、ドーシチは開局から数年間は採算がとれていなかった。そのため、2011年秋からシンジェーエワとヴィノクロフは、スポンサーを探し始めた。実業家のミハイル・プロホロフとアリシェル・ウスマノフはドーシチへの出資を検討したが、頓挫した。2013年時点でドーシチは、収入の80％を広告で賄っている。同年には、年間購読料1000ルーブルで1日間の生放送へのアクセスや、30ルーブルで番組アーカイブにアクセスできる有料サブスクリプションを導入した。
レニングラード包囲についての論争後の2014年、ドーシチはロシアのケーブルテレビ網に接続できなくなったため、視聴者の大半と広告収入を失った。当時のドーシチの月間予算は約2600万ルーブルだったが、広告収入はわずか600万ルーブルであった。損失を補うため、ドーシチは年間購読料を1000ルーブルから4800ルーブルに値上げし、寄付を募るためテレマラソン番組を放送して、2か月分の運転資金を得たほか、ドーシチは欧州連合と広告契約を結んだ。2014年から2019年までの財務報告書によれば、欧州連合との契約は300万（2014年）から1100万ルーブル（2016年）の収益を上げた。2015年には実業家のボリス・ジミンから750万ルーブルの財政支援を受けた。2020年、ドーシチの収益は約3億4230万ルーブルであり、純利益は1360万ルーブルであった。2021年現在、ドーシチは広告、有料サブスクリプション、寄付、オンラインストアでのマーチャンダイジングから利益を得ている。

## 放映
ドーシチのウェブサイトでは、生放送と番組アーカイブを提供しているほか、YouTubeでも放送している。
2017年1月、ドーシチがクリミアをロシア領だとする内容を放送したことを理由に、ウクライナのテレビ・ラジオ放送国家評議会は、ドーシチの同国内での放送を禁止した。ドーシチ設立者のシンジェーエワは、ロシア法においてメディアは、クリミアをロシア領の一部として扱わなければならないと説明している。2014年クリミア危機以降、クリミアの地位はロシアとウクライナの間で係争状態にあり、ウクライナ及び国際社会の多数派は、クリミアをウクライナの一部だとみなしている一方、ロシアはクリミアをロシアの一部だとみなしている。ウクライナは同様の理由で、ロシア語メディアのRTVIを禁止している。

## 受賞歴

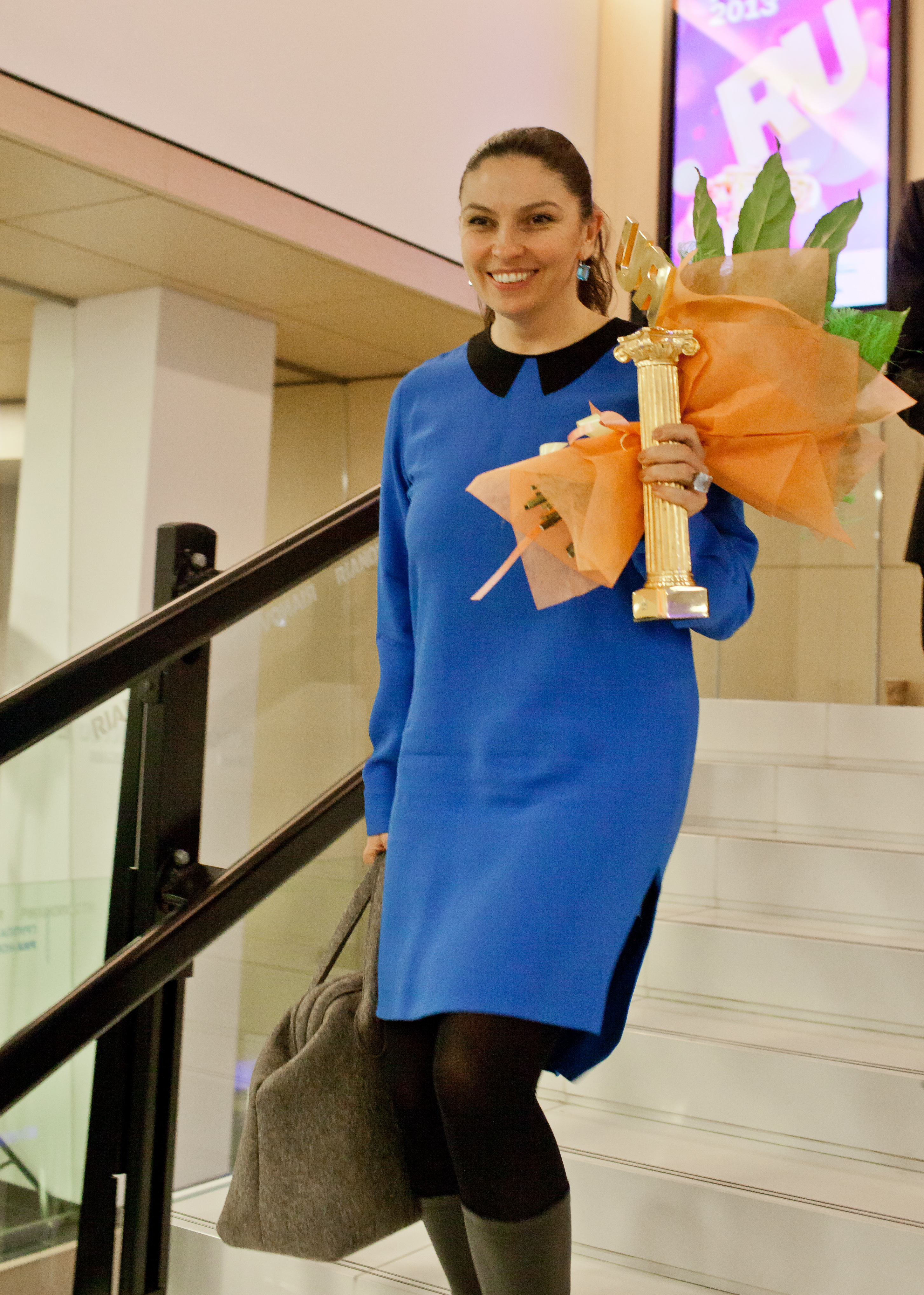
2013年ルネト賞におけるナタリヤ・シンジェーエワCEO

ドーシチは、2011年にロシア・テレビ・アカデミー主宰のTEFI賞、2013年にルネト賞、2014年にフリー・メディア・アワード、2021年にピーボディ賞を受賞している。局の記者は、ボリス・ジミンが出資する独立系メディア賞であるレドコレーギア賞を6回受賞しており、ミハイル・ジガリ前編集長はジャーナリスト保護委員会主宰の国際記者自由賞を受賞している。